# Аранђелово
Аранђелово је насељено мјесто у граду Требиње, Република Српска, БиХ. Према попису становништва из 2013. у насељу је живјело 94 становника.

## Географија
Налази се и долини реке Сушица, десне притоке Требишнице.

## Култура
Познато је по цркви посвећеној арханђелу Михајлу, која је смештена 1 км јужно од остатка средњовековног града Клобук. Црква је саграђена крајем XVI или почетком XVII века. Подигнута је на старијем култном месту, а уз њу сеналази мања некропола са стећцима. Црква је једноставно једнобродно здање завршено полукружном апсидом на источној, а припратом на западној страни. Засвођена је подужним полуобличастим сводом ојачаним са два попречна лука. Дуж бочних зидова наоса конструисани су пиластри који носе по три дубока прислоњена лука.

## Становништво
| Демографија | Демографија | Демографија |
| Година      | Становника  | Становника  |
| ----------- | ----------- | ----------- |
| 1961.       | 129         |             |
| 1971.       | 133         |             |
| 1981.       | 120         |             |
| 1991.       | 114         |             |
| 2013.       | 94          |             |

## Знамените личности
- Владо Шегрт, генерал-мајор Југословенске народне армије и народни херој Југославије